# لرنانیست
لرنانیست (به ارمنی: Լեռնանիստ) یک شهرک در ارمنستان است که در استان کوتایک واقع شده‌است.   در  کیلومتری شمال هرازدان، مرکز استان کوتایک واقع شده است.

## خصوصیات
لرنانیست ۴٬۰۰۰ نفر جمعیت دارد و در ارتفاع  متر بالاتر از سطح دریا قرار گرفته است.